# Matthijs Musson

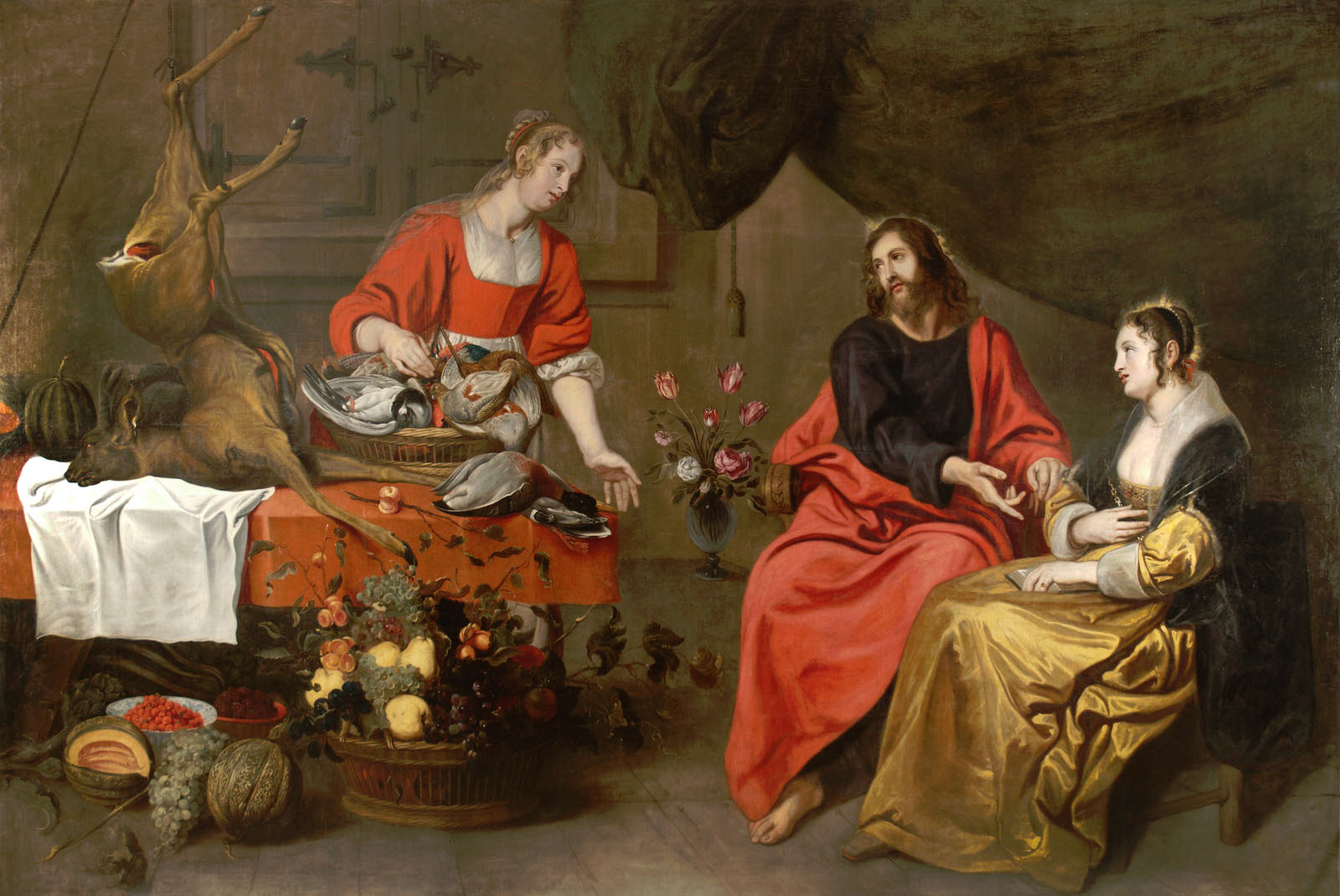
Cristo en casa de Marta y María, óleo sobre lienzo, 230 x 340 cm, Madrid, Colección BBVA.

Matthijs Musson (Amberes, 28 de octubre de 1598-3 de noviembre de 1678) fue un comerciante de arte y pintor barroco flamenco, discípulo de Rubens.
Admitido en el gremio de San Lucas de Amberes en 1622 como hijo de un maestro —aunque en realidad su padre fue, al parecer, posadero y comerciante de objetos de vidrio— y decano del mismo en el curso 1647-1648, Musson fue ante todo un influyente comerciante de arte, terreno en el que desempeñó un papel determinante en la consolidación y difusión de los pequeños cuadros barrocos de gabinete. Tras su matrimonio en segundas nupcias con María Fourmenois (1667), viuda de Cornelis de Wael, también pintor y marchante de arte, amplió el negocio e intensificó los contactos con España y Portugal.
Menos conocida es su faceta como pintor, de la que se conservan en la Universidad Pontificia de Salamanca dos obras de gran tamaño, Abraham y Melquisedec y La continencia de Escipión, copias de Rubens, y en la Colección BBVA un Cristo en casa de Marta y María, también de grandes dimensiones, en el que sobre la escena evangélica destacan los elementos de bodegón, incluido el jarrón con flores que centra la escena, tratándose de las tres únicas obras firmadas por el pintor que se conocen.